# Подколодновское сельское поселение
Подколодновское сельское поселение — муниципальное образование Богучарского района Воронежской области России.
Административный центр — село Подколодновка.

## Население
| 2000  | 2005  | 2010  | 2012  | 2013  | 2014  | 2015  | 2016  | 2017  |
| ----- | ----- | ----- | ----- | ----- | ----- | ----- | ----- | ----- |
| 2850  | ↘2635 | ↘2509 | ↘2451 | ↘2410 | ↘2393 | ↘2386 | ↘2356 | ↗2394 |
| 2018  | 2019  | 2020  | 2021  |       |       |       |       |       |
| ↘2368 | ↘2337 | ↘2322 | ↘2309 |       |       |       |       |       |

## Населённые пункты
В состав поселения входят:
- село Журавка,
- село Старотолучеево,
- село Подколодновка.